# Conflictes al Caucas
Riu, Abel. «Txetxènia i el Caucas Nord: anatomia d’un conflicte», 03-06-2013. [Consulta: 4 octubre 2021].

Mapa polític actual al Caucas.

Els Conflictes del Caucas són una sèrie de guerres civils, conflictes separatistes i/o conflictes ètnics, fins i tot conflictes entre nacions, que tenen lloc al Caucas des de l'època de la Unió Soviètica i així fins a la Guerra Freda. Bona part del traçat de les fronteres existents a la regió del Caucas és arbitrària i fruit d'allò establert pel dictador Josef Stalin entre el 1922 i el 1936. Governades amb mà de ferro per l'URSS, els conflictes ètnics i separatistes s'esdevenen després de la caiguda del mur de Berlín, amb l'accés de tres Estats nous a la independència i que, de fet, formen part de la CEI (Comunitat d'Estats Independents). Les diferents repúbliques es veuen confrontades entre elles. Per exemple, l'Azerbaidjan es disputa amb Armènia el control de l'Alt Karabakh, àrea avui dia dins de l'Azerbaidjan, però habitada majoritàriament per armenis, reclamada i ocupada per Armènia. Geòrgia es veu confrontada a la voluntat d'independència d'Abkhàzia i Ossètia del Sud. Dins de Rússia, és Txetxènia, el Daguestan i Ingúixia qui demanen l'autodeterminació. Aquests conflictes armats són d'interès global vist que la zona és un punt estratègic atès l'existència dels oleoductes de gas i petroli que travessen el Caucas, els quals són el punt de mira d'Europa i Moscou.

## Principals conflictes
- Conflicte d'Alt Karabakh
- Guerra Civil de Geòrgia
- Guerra d'Abkhàzia
- Conflicte georgiano-osseta
- Conflicte russo-txetxè
- Insurgència al Caucas del Nord

## Conflictes per àrea

### Armènia i l'Azerbaidjan
- Guerra de l'Alt Karabakh
- Enfrontaments a l'Alt Karabakh d'abril de 2016

### Geòrgia
- Ossètia del Sud
  - Guerra a Ossètia del Sud (1991-1992)
  - Guerra a Ossètia del Sud (2008)
- Abkhàzia
  - Guerra d'Abkhàzia (1992-1993)
  - Guerra d'Abkhàzia (1998)

### Rússia
- Guerra del Caucas
- Txetxènia
  - Primera guerra de Txetxènia
  - Segona guerra de Txetxènia
- Daguestan
  - Invasió del Daguestan (1999)
- Ingúixia
  - Guerra civil d'Ingúixia
- Ossètia del Nord
  - Conflicte a Ossètia del Nord (1992)
- Kabardino-Balkària i Karatxai-Txerkèssia
  - Insurgència a Kabardino-Balkària i Karatxai-Txerkèssia